# Kærlighedsprøven
Kærlighedsprøven er en dansk stumfilm fra 1913, der er instrueret af Eduard Schnedler-Sørensen efter manuskript af Armin Cyliax.

## Handling
Denne artikel mangler et handlingsreferat. Hjælp os med at skrive det.